# 尼克爾斯維爾 (喬治亞州)
尼克爾斯維爾（英語：Nickelsville）是位於美國喬治亞州戈登縣的一個非建制地區。該地的面積和人口皆未知。

## 地理
尼克爾斯維爾的座標為34°30′54″N 84°48′37″W / 34.51500°N 84.81028°W，而該地的平均海拔高度為213米（即699英尺）。